# Бондар Іван Севастянович
Іва́н Севастя́нович Бо́ндар (17 грудня 1919, с. Купин, нині Городоцького району Хмельницької області — 20 листопада 1993, Київ) — український радянський актор. Член Національної спілки кінематографістів України (1993).

## Життєпис
1938 року дебютував у кіно епізодичною роллю тракториста Івана у фільмі «Багата наречена» І. Пир'єва.
1939 — закінчив Київський інститут театрального мистецтва.
1939—1941 — артист Київського академічного театру української драми ім. Івана Франка.
Брав участь у другій світовій війні.
1946—1957 — артист Київського театру російської драми імені Лесі Українки, Київського театру транспорту, Театру балтійського флоту (Лієпая), Дніпропетровського театру російської драми імені М. Горького.
З 1957 працював на Київській кіностудії художніх фільмів імені Олександра Довженка. Був учасником кіноконцертів Театру-студії кіноактора цієї кіностудії.

## Театральні ролі
- Майор («Биндюжник і король» за п'єсою «Занепад» І. Бабеля)
- Ракпі («Політ над гніздом зозулі» за К. Кізі)
- Сват («Тев'є-молочник» за Шолом-Алейхемом)
- Микола Степанович («Випадок з газетної практики» Ю. Щербакова)

## Фільмографія
- «Кривавий світанок» (1956, Степан)
- Микола («Киянка», 1958, реж. Т. Левчук)
- Саприкін («Останні залпи», 1960, реж. Л. Сааков)
- Підсікайло («Повість полум'яних літ», 1961, реж. Ю. Солнцева)
- Підручний Сиплого («Оптимістична трагедія», 1961, реж. С. Самсонов)
- Никифор Онопко («Ми, російський народ», 1964, реж. В. Строєва)
- Ромашко («Дума про Британку», 1968, реж. М. Вінграновський)
- Петро («Падав іній», 1968, реж. В. Івченко)
- Робітник («Не віддавай королеву», 1975, реж. О. Ленціус)
- Яким («Доля», 1977, реж. Є. Матвєєв)
- Рибалка («Дипломати мимоволі», 1977, реж. О. Мішурин)
- Сергій («Чекайте зв'язкового», 1977, реж. О. Коберідзе)
- Прокопович («Особливо важливе завдання», 1983, реж. Є. Матвєєв)
- Кузьмич («Вісімнадцятирічні», 1988, реж. Р. Єфименко, 3 серії)
- Козак-примара («Конотопська відьма», 1990, реж. Г. Шигаєва)
- Герасько («Сільські бувальщини. По ревізії», 1992, реж. Ю. Некрасов)
- Баритон («Тихий Дон», 1992, реж. С. Бондарчук)